# Schisme orthodoxe (2018)
Pour les articles homonymes, voir Schisme orthodoxe (homonymie).
Cet article concerne rupture de pleine communion en cours entre le patriarcat orthodoxe de Moscou et celui de Constantinople. Pour la scission de 1666 au sein de l'Église russe, voir Raskol.

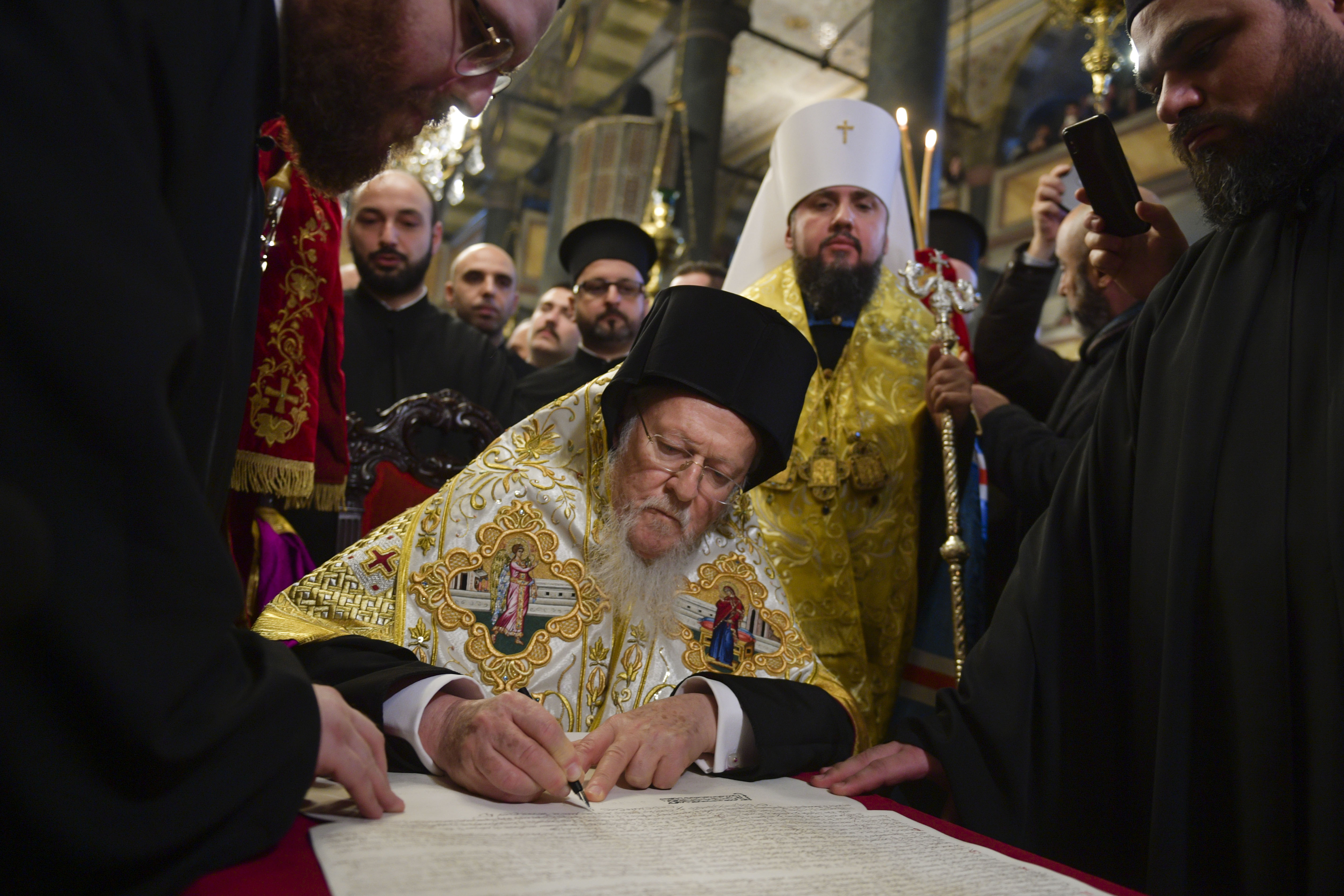
Le primat Bartholomée Ier en train d'entériner le schisme lors d'une cérémonie à Istanbul, en Turquie.

L'expression schisme orthodoxe, schisme ukrainien ou schisme Kiev-Moscou désigne le conflit commencé le 15 octobre 2018 entre deux Églises orthodoxes autocéphales, le patriarcat œcuménique de Constantinople et celui de Moscou, lorsque le patriarcat de Moscou rompit sa communion avec celui de Constantinople, en réaction à la déclaration du patriarche de Constantinople quatre jours plus tôt, qui promettait d'accorder dans le futur l'autocéphalie (indépendance religieuse) aux orthodoxes d'Ukraine s'ils la demandaient.
Ce schisme religieux s'inscrit dans un conflit international plus global généré depuis 2004 par l'émancipation progressive de l'Ukraine par rapport à la sphère d'influence russe y compris sur le plan religieux lorsque, le 15 décembre 2018, plusieurs Églises orthodoxes ukrainiennes non-affiliées au patriarcat de Moscou se réunirent en un concile d'unification (en) pour fusionner en une seule Église orthodoxe d'Ukraine dont le patriarcat œcuménique de Constantinople reconnut l'autocéphalie le 5 janvier 2019, au grand dépit de celui de Moscou.

## Dénominations
La dénomination fait référence aux schismes de l'histoire du christianisme. Bien qu'il concerne des Églises, le différend n'est pas doctrinal, théologique, mais territorial, et il est considéré par les deux parties comme partie intégrante du conflit russo-ukrainien,. En russe (православный раскол - pravoslavny raskol) et en ukrainien (православний розкол - prevoslavny rozkol), on parle de « schisme orthodoxe ».

## Précédent estonien
Par un Tomos de 1923, le patriarcat de Constantinople avait accordé l’autonomie sous sa juridiction à l’Église d’Estonie. Cette autonomie fut unilatéralement infirmée par le patriarcat de Moscou et une éparchie estonienne de l’Église orthodoxe russe fut instaurée sous l'occupation soviétique. En 1996, à la demande de certaines paroisses rattachées à l’Église estonienne en exil en Suède, le patriarcat de Constantinople a réactivé le Tomos de 1923. Il existe désormais en Estonie deux Églises orthodoxes : l’Église orthodoxe autonome d’Estonie sous la juridiction de Constantinople et un exarchat des paroisses russes dépendant de Moscou.

## Contexte

Statut actuel du schisme de 2018 par juridiction de l'Église orthodoxe sur la reconnaissance de l'autocéphalie de l'Église orthodoxe d'Ukraine (ÉOU)
Reconnaît l'autocéphalie de l'ÉOU
A concélébré avec ou commémoré le primat de l'ÉOU dans le diptyque de la Divine Liturgie
Pas encore de déclarations définitives sur l'ÉOU
Ne reconnaît pas l'autocéphalie de l'ÉOU
Différends territoriaux entre le Patriarcat de Moscou (PM) et le Patriarcat œcuménique de Constantinople ou l'Église orthodoxe roumaine.

L'Église de Kiev et de toute la Rus', reconnue par Constantinople en 991, a existé bien avant le patriarcat de Moscou (ce dernier fut fondé en 1448 et Constantinople lui octroya l'autocéphalie en 1589). La juridiction canonique du patriarcat de Moscou se limitait initialement au tsarat de Russie et c'est à la suite de l'expansion territoriale de l'Empire russe au détriment de la Pologne, puis de l'URSS à la faveur du pacte germano-soviétique et des accords de Yalta, qu'il a progressivement étendu sa juridiction, reconnue par Constantinople, sur les orthodoxes vivant à l'Ouest et au Sud-Ouest de la Russie proprement-dite, en Biélorussie, Ukraine et Bessarabie. Une Église orthodoxe ukrainienne non-canonique a néanmoins existé entre 1919 et 1937 : ses fidèles, pourchassés par le NKVD, ont pour la plupart été exterminés ou déportés au Goulag.
Au début du XXIe siècle, les trois principales Églises orthodoxes en Ukraine étaient : l'Église orthodoxe ukrainienne - Patriarcat de Kiev (autocéphale, non reconnue par les autres Églises orthodoxes), l'Église orthodoxe autocéphale ukrainienne (autocéphale, non reconnue par les autres Églises orthodoxes), et l'Église orthodoxe ukrainienne du patriarcat de Moscou (dépendante de l'Église orthodoxe russe et reconnue par les autres Églises orthodoxes).
Le 14 septembre 2018, l'EOR décrète qu'elle est « forcé[e] de suspendre la commémoration liturgique du patriarche Bartholomée de Constantinople, et a le profond regret de suspendre également toute concélébration avec les hiérarques du patriarcat de Constantinople, ainsi que d’interrompre la participation de l’Église orthodoxe russe aux Assemblées épiscopales, aux dialogues théologiques, aux commissions multilatérales et à toutes les autres structures dans lesquelles président ou co-président des représentants du patriarcat de Constantinople »,.

## Schisme
Le 11 octobre 2018, le patriarcat de Constantinople a évoqué officiellement une future reconnaissance de sa part de l'autocéphalie de l'Église orthodoxe de l'Ukraine, jusqu'alors de facto sous la juridiction canonique du patriarcat de Moscou. L'Église orthodoxe russe déclare le 15 octobre que « le patriarcat de Constantinople empiète sur son territoire canonique » et qu'il est impossible pour elle « de demeurer en communion eucharistique avec [l]es hiérarques [du patriarcat de Constantinople], son clergé et ses laïcs. Désormais, et jusqu’à ce que le patriarcat de Constantinople désavoue ses décisions anticanoniques, il est impossible à tous les ministres de l’Église orthodoxe russe de concélébrer avec les clercs de l’Église constantinopolitaine, et aux laïcs de participer aux sacrements célébrés dans leurs églises »,.

## Suites
Le patriarche de Constantinople ne désavoue pas ses intentions et, le 5 janvier 2019, reconnaît l'autocéphalie de l'Église orthodoxe d'Ukraine,.